# Semireacció
Una semireacció és el component de l'oxidació o el component de la reducció d'una reacció redox. La semireacció s'obté en considerar el canvi en l'estat d'oxidació de les substàncies individuals implicades en la reacció redox.
Sovint, el concepte de semireacció s'usa per descriure el que succeeix en una cel·la electroquímica, com una bateria de cel·les galvàniques. Així, les semireaccions poden descriure tant el metall que s'oxida (conegut com a ànode) com el metall que es redueix (conegut com a càtode).
Les semireaccions també s'usen com a mètode per ajustar reaccions redox. Per a reaccions d'oxidació reducció en medi àcid, després d'ajustar els àtoms i els nombres d'oxidació, s'han d'afegir ions H+ per ajustar els ions hidrogen de la semireacció. Per a reaccions d'oxidació reducció en medi bàsic, després d'ajustar els àtoms i els nombres d'oxidació, primer es tracta com en el cas de medi àcid, i després d'afegeixen ions OH- per ajustar els ions H+ de les semireaccions (que donarien com a resultat H₂O).

## Exemple: cel·la galvànica de Zn i Cu

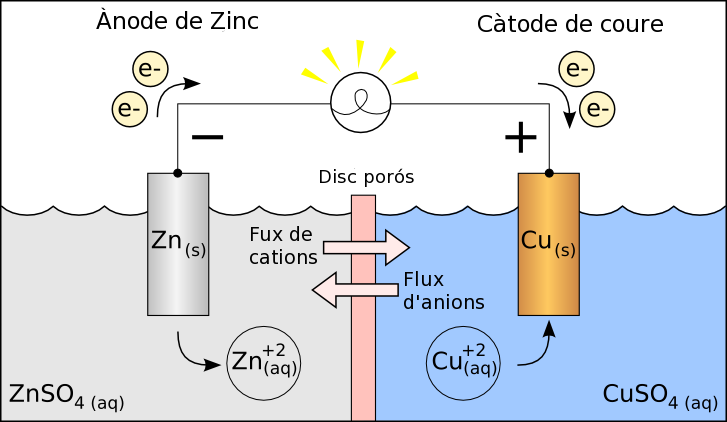
Cel·la galvànica

Considerem la cel·la galvànica de la figura: està construïda amb una peça de zinc (Zn) submergida en una solució de sulfat de zinc (ZnSO₂), i una peça de coure (Cu) submergida en una solució de sulfat de coure (II) (CuSO₄). La reacció general és:
Zn(s) + CuSO₄(aq) → ZnSO₄(aq) + Cu(s)
A l'ànode Zn té lloc l'oxidació (el metall perd electrons). Això es representa amb la següent semireacció d'oxidació (notem que els electrons són al membre dels productes):
Zn(s) → Zn2+ + 2e−
Al càtode Cu té lloc la reducció (el metall accepta electrons). Això es representa amb la següent semireacció de reducció (notem que els electrons són al membre dels reactius):
Cu2+ + 2e− → Cu(s)

## Exemple: oxidació del magnesi

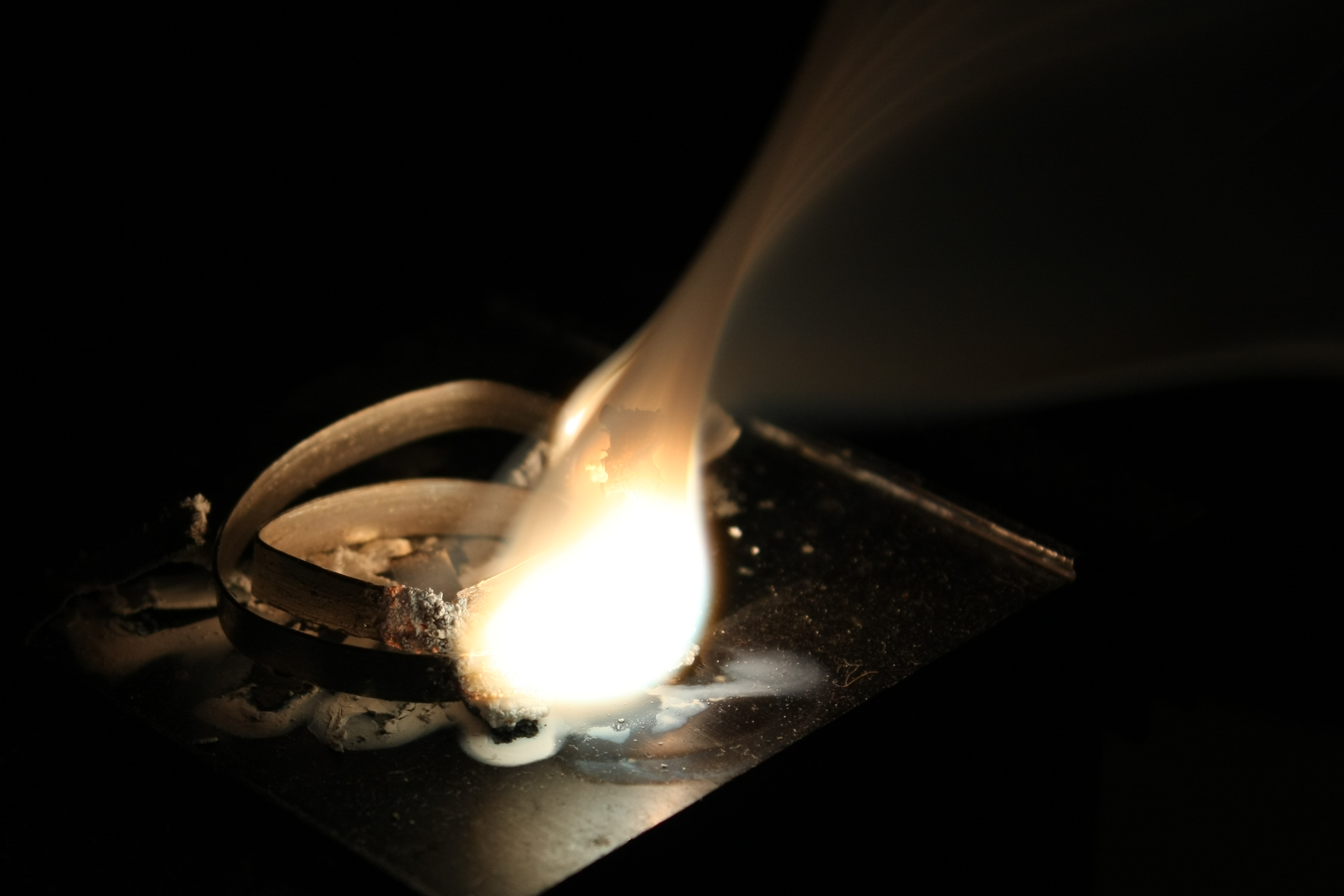
Fotografia d'una cinta de magnesi cremant, amb poca exposició per apreciar el detall de l'oxidació

Considerem l'exemple d'una cinta de magnesi que crema (Mg). Durant el procés, el magnesi es combina amb oxigen (O₂) per formar òxid de magnesi (MgO), d'acord amb la següent equació:
2Mg(s) + O₂(g) → 2MgO(s)
L'òxid de magnesi és un compost iònic, que conté ions Mg2+ i O2-, mentre que Mg(s) i O₂(g) són elements sense càrrega.
El magnesi Mg(s) amb càrrega zero guanya una càrrega +2, anant de la part dels reactius a la dels productes finals, i l'oxigen O₂(g) amb càrrega zero guanya una càrrega -2. Això és perquè quan el Mg(s) esdevé Mg2+, perd 2 electrons. Com que hi ha 2 Mg a la banda esquerra, es perden un total de 4 electrons, d'acord amb la següent semireacció d'oxidació:
2Mg(s) → 2Mg2+ + 4e−
D'altra banda, l'O₂ es redueix: el seu estat d'oxidació passa de 0 a -2. Així, es pot escriure una semireacció de reducció on l'O₂ guanya 4 electrons:
O₂(g) + 4e− → 2O2-
La reacció total és la suma de les dues semireaccions:
2Mg(s) + O₂(g) + 4e− →2Mg2+ + 2O2- + 4e−
Quan té lloc una reacció química, i en especial una reacció redox, no es veuen els electrons, ja que aquests apareixen i desapareixen en el procés. El que es poden apreciar són els reactius (material inicial) i els productes finals. A causa d'això, els electrons d'ambdós costats de l'equació es cancel·len. Així, es pot reescriure l'equació com a:
2Mg(s) + O₂(g) →2Mg2+ + 2O2-
Dos ions, un de positiu (Mg2+) i un de negatiu (O2-) apareixen com a producte de la reacció, que es combinen immediatament per formar un compost, l'òxid de magnesi (MgO), a causa de la seva atracció electroestàtica (ja que tenen càrregues elèctriques oposades). En qualsevol reacció oxidació reducció existeixen dues semireaccions: una d'oxidació i una altra de reducció. La suma d'aquestes dues semireaccions és la reacció d'oxidació reducció.

## Mètode d'ajust per semireaccions
Considerem la següent reacció:
Cl₂ + 2Fe2+ → 2Cl− + 2Fe3+
Tots dos elements involucrats, ferro i clor, canvien el seu estat d'oxidació: el ferro de +2 a +3, i el clor de 0 a -1. Per tant, hi ha efectivament dues semireaccions que tenen lloc. Aquests canvis es poden representar mitjançant fórmules si s'afegeixen electrons de forma adequada a cada semireacció:
Fe2+ → Fe3+ + e−
Cl₂ + 2e− → 2Cl−
Donades dues semireaccions és possible, si es coneixen els potencials d'elèctrode adequats, arribar determinar la reacció original (completa). La descomposició d'una reacció en semireaccions és clau per comprendre tota una sèrie de processos químics. Per exemple, en la reacció anterior, es pot demostrar que, de fet, és una reacció redox, on el Fe s'oxida i el Cl es redueix. Notem la transferència d'electrons del Fe al Cl. La descomposició també és una forma de simplificar l'ajust d'una equació química; es poden ajustar els àtoms i les càrregues elèctriques de cada semireacció per separat, i després combinar els resultats.
Per exemple:
- Fe2+ → Fe3+ + e- esdevé 2Fe2+ → 2Fe3+ + 2e-
- s'afegeix a Cl₂ + 2e- → 2Cl-
- i finalment s'obté Cl₂ + 2Fe2+ → 2Cl- + 2Fe3+

També és possible, i de vegades necessari, considerar una semireacció en medi àcid o en medi bàsic, ja que pot haver-hi un electròlit àcid o bàsic en la reacció redox. La presència d'aquest electròlit pot fer que l'ajust dels àtoms o de les càrregues sigui més dificultós. Aquest ajust es pot realitzar afegint H₂O, OH-, e-, i/o H+ a qualsevol costat de la reacció, fins que tant els àtoms com les càrregues estiguin ajustades.
Considerem la següent semireacció:
PbO₂ → PbO
Es poden emprar OH-, H₂O, i e- per ajustar les càrregues i els àtoms en un medi bàsic, sempre que se suposi que la reacció té lloc en aigua.
2e- + H₂O + PbO₂ → PbO + 2OH-
De nou, considerem la següent semireacció:
PbO₂ → PbO
Es poden emprar H+, H₂O, i e- per ajustar les càrregues i els àtoms en un medi àcid, sempre que se suposi que la reacció té lloc en aigua.
2e- + 2H+ + PbO₂ → PbO + H₂O
Notem que tots dos membres de l'equació tenen ajustats tant els àtoms com les càrregues.
Moltes vegades hi ha tant H+ com OH- en medis àcids i bàsics, però el resultat de la reacció dels dos ions produeix aigua (H₂O):
H+ + OH- → H₂O